# Sexual Magic
Pour plus de détails, voir Fiche technique et Distribution.
Sexual Magic est un film américain réalisé par Edward Holzman, sorti en 2001.

## Fiche technique
- Titre : Sexual Magic
- Titre français :
- Réalisation : Edward Holzman
- Scénario :
- Producteur :
- Production : Indigo Entertainment
- Distributeur :
- Musique :
- Pays de production :  États-Unis
- Langue d'origine : Anglais américain
- Genre : Horreur, érotique
- Durée : 1 h 31
- Dates de sortie :
  - États-Unis : 30 avril 2001
  - Royaume-Uni : 7 mars 2003
  - Japon : 19 mars 2004
  - Italie : 10 juillet 2004 1re télévisée
  - Pologne : 9 février 2007 1re télévisée

## Distribution
- Jacy Andrews : Nina
- Marklen Kennedy : Vincent (crédité comme Jared Lincoln)
- Amber Newman : Lelia
- Jezebelle Bond : Wendy
- Teanna Kai : Kate
- Nikki Fairchild : Judy
- Chris Kanowsky : Mr. X / Jake
- Steven Paul Hirschfield : Charlie
- R. Dustin Griffin : le Golden Boy